# Anthrenoides flavifrons
Anthrenoides flavifrons är en biart som först beskrevs av Joseph Vachal 1909.  Anthrenoides flavifrons ingår i släktet Anthrenoides och familjen grävbin. Inga underarter finns listade i Catalogue of Life.